# Hubert Chesshyre

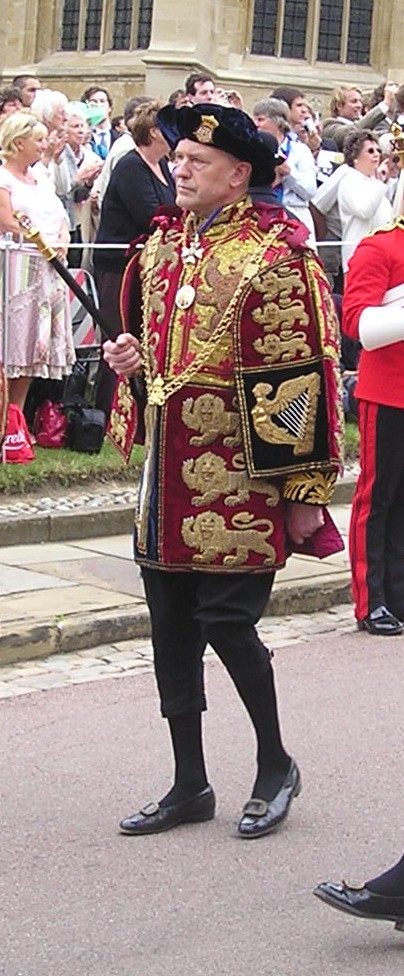
Hubert Chesshyre als Clarenceux King of Arms

David Hubert Boothby Chesshyre, CVO (* 22. Juni 1940; † 24. Dezember 2020) war ein britischer Genealoge und Heraldiker. Als Clarenceux King of Arms war er bis zur Vollendung seines 70. Lebensjahres der zweithöchste Wappenkönig von England, Wales und Nordirland. 2015 wurde aufgedeckt, dass er in den 1990er Jahren ein Kind missbraucht hat.

## Leben
Chesshyre stammte aus einer alten Familie. Er besuchte The King’s School, Canterbury, und studierte dann Moderne Sprachen am Trinity College der University of Cambridge und Pädagogik am Christ Church College der University of Oxford.
An der Investitur von Prinz Charles zum Prince of Wales im Jahre 1969 in Caernarfon Castle war er beteiligt. Seine heraldische Laufbahn begann Chesshyre 1970 als Rouge Croix Pursuivant of Arms in Ordinary, wobei er die meiste Zeit zu den Mitarbeitern des damaligen Garter Principal King of Arms Sir Anthony Wagner gehörte. Acht Jahre später wurde er zum Chester Herald of Arms in Ordinary befördert. 1995 stieg Chesshyre zum Wappenkönig als Norroy and Ulster King of Arms und zwei Jahre darauf in sein Amt als Clarenceux King of Arms auf. Am 22. Juni 2010 trat er in den Ruhestand.
Am 14. März 2019 erfuhr während einer öffentlichen Anhörung das Independent Inquiry into Child Sexual Abuse, dass Chesshyre sich in den 90ern an einem Kind vergangen hat.  Daraufhin gab es 2015 eine öffentliche Anhörung vor dem Crown Court, die aber aufgrund der unzureichenden gesundheitlichen Verfassung nicht fortgeführt werden konnte. Obwohl die Jury ihm die Taten zurechnete, wurde er nicht verurteilt.

## Orden, Auszeichnungen und Mitgliedschaften
Chesshyre war Commander des Royal Victorian Order. Er war Mitglied der Society of Antiquaries of London und der Heraldry Society. Bis 2004 hatte er das Amt des Sekretärs des Hosenbandordens inne.

## Veröffentlichungen
- Most Noble Order of the Garter: 650 Years Hubert Chesshyre, London 1999, ISBN 978-1-902040-20-2
- Heralds of Today: Biographical List of the Officers of the College of Arms, London, 1963-86 Hubert Chesshyre, Adrian Ailes, London 1986, ISBN 978-0-905715-31-5
- Heralds of today: A biographical list of the officers of the College of Arms, London, 1987-2001 Hubert Chesshyre, London 2001, ISBN 978-0-9537845-1-6
- Garter Banners of the Nineties Hubert Chesshyre, Patrick Mitchell, Windsor 1998
- Identification of Coats of Arms on British Silver Hubert Chesshyre, London 1978, ISBN 978-0-9506166-0-5
- History of the Heart of Bethnal Green and the Legend of the Blind Beggar A. J. Robinson und Hubert Chesshyre, London 1978, ISBN 978-0-902385-03-0
- Heraldry of the World Carl Alexander Von Volborth, Hubert Chesshyre, R. Gosney und I. Gosney, London 1973, ISBN 978-0-7137-0647-5